# Schwurstein (Messenkamp)

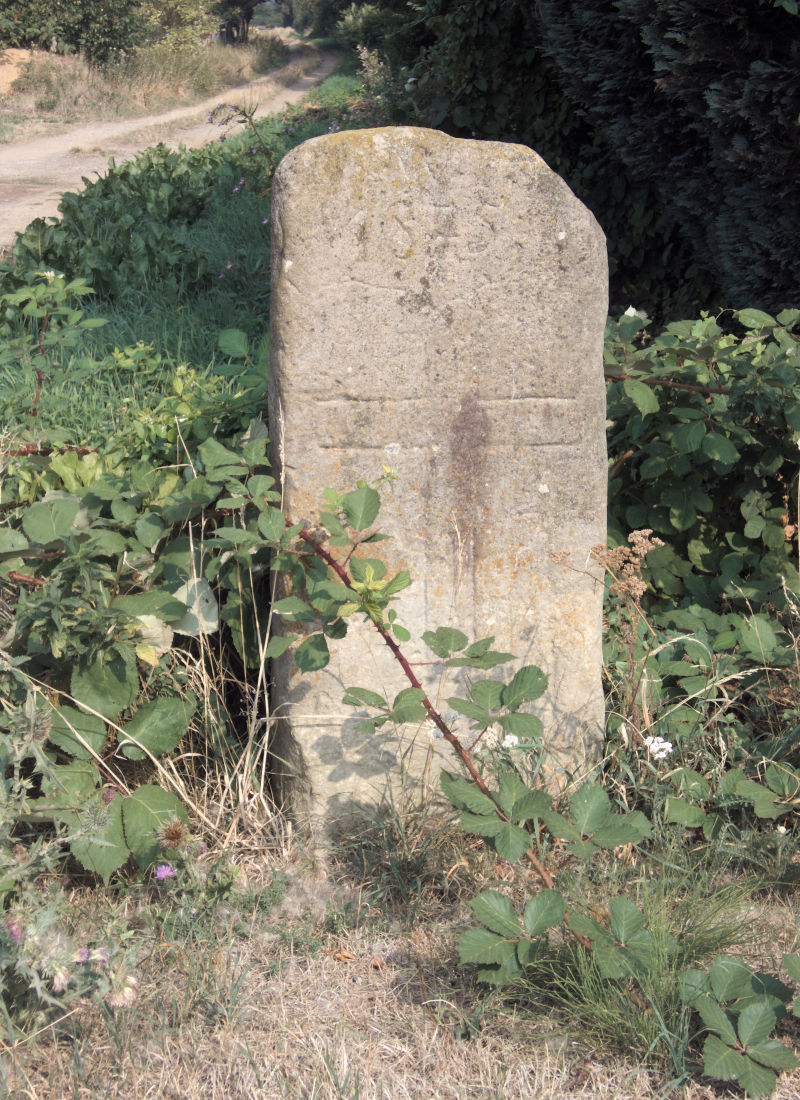
Der Schwurstein in Messenkamp

Der Schwurstein oder auch Blutstein genannte Kreuzstein an der Straße von Messenkamp nach Hülsede gilt als das wertvollste Kulturdenkmal in der Gemeinde Messenkamp im Landkreis Schaumburg in Niedersachsen.

## Beschreibung
Der in seinem oberen Bereich leicht beschädigte Kreuzstein hat eine Höhe von 117 cm, eine Breite von 50 cm und ist 18 bis 25 cm dick. Auf Vorder- und Rückseite des Sandsteins ist jeweils ein längsorientiertes lateinisches Balkenkreuz und links unten auf der Vorderseite zusätzlich ein Pflugsech eingerillt.
Seit der Wiederaufstellung des Kreuzsteins in den 1870er Jahren ist seine Vorderseite mit der Zahl 1875 und den Initialen K.W.P sowie einer zweigähnlichen Darstellung verziert. Auch auf der Rückseite wurden damals Buchstaben eingeritzt.

## Geschichte
Einer Sage nach prügelten sich einst zwei Knechte mit dem Pflugeisen gegenseitig zu Tode. Zur Erinnerung wurde am Tatort ein Mahnstein aufgestellt. Dieser diente später als Trittstein zur Bachüberquerung der Rodenberger Aue oder eines ihrer Zuflüsse.
Zur Zeit der Verkoppelung barg der Einwohner Wilhelm Pook den weitgehend vergessenen Kreuzstein und stellte ihn mit diversen Einritzungen verziert in der Nähe des Fundorts am Straßenrand der Hülseder Straße in Messenkamps Ortslage Schweiz auf. Von 1905 bis zum Abbau der Bahnstrecke Bad Münder–Bad Nenndorf in den 1980er Jahren stand der Kreuzstein hier unmittelbar hinter dem Bahnübergang beim Bahnhof Messenkamp.
Im Herbst 2014 fuhr ein Rübentransporter den von Gras und Brombeerranken überwucherten Kreuzstein um. Der Bauhof der Samtgemeinde Rodenberg stellte den Stein später wieder auf.